# ماتئوش باک
ماتئوش باک (انگلیسی: Mateusz Bąk؛ زادهٔ ۲۴ فوریهٔ ۱۹۸۳) بازیکن فوتبال اهل لهستان است.
از باشگاه‌هایی که در آن بازی کرده‌است می‌توان به باشگاه فوتبال لخیا گدانسک و باشگاه ورزشی ماریتیمو اشاره کرد.